# Чайки (Томаковский район)
Чайки (укр. Чайки) — село,
Михайловский сельский совет,
Томаковский район,
Днепропетровская область,
Украина.
Код КОАТУУ — 1225486604. Население по переписи 2001 года составляло 24 человека .

## Географическое положение
Село Чайки находится на расстоянии в 0,5 км от села Новокатещино.
По селу протекает пересыхающий ручей с запрудой.